# Fabril Esporte Clube
Il Fabril Esporte Clube, noto anche semplicemente come Fabril, è una società calcistica brasiliana con sede nella città di Lavras, nello stato del Minas Gerais.

## Storia
Il club è stato fondato il 2 settembre 1932. Il Fabril ha partecipato al Campeonato Brasileiro Série C nel 1988, dove è stato eliminato alla prima fase.